# Wulpia stokłosowata
Wulpia stokłosowata (Vulpia bromoides (L.) S. F. Gray lub Festuca bromoides L.) – gatunek rośliny z rodziny wiechlinowatych (Poaceae), w zależności od ujęcia systematycznego zaliczany do rodzaju wulpia Vulpia lub kostrzewa Festuca (wyniki badań molekularnych wskazują na to, że gatunki z tradycyjnie wyróżnianego na podstawie paru kryteriów rodzaju Vulpia zagnieżdżone są w rodzaju Festuca). Gatunek występujący pierwotnie w północnej Afryce, południowo-zachodniej Azji, południowej, zachodniej i środkowej Europie został rozwleczony po świecie i współcześnie rośnie także na obu kontynentach amerykańskich, w południowej Afryce, w Australii i na Dalekim Wschodzie.

## Morfologia

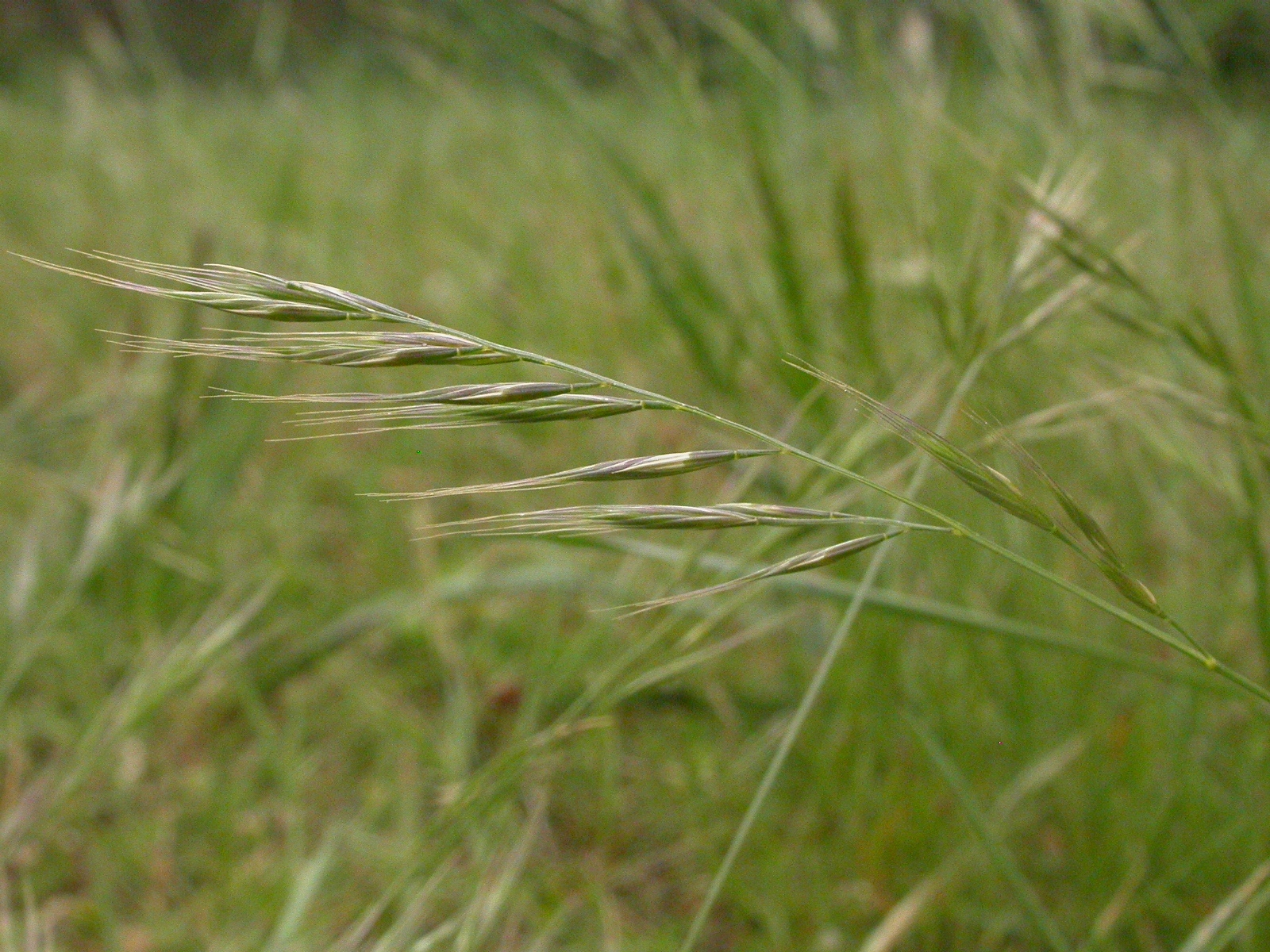
Kwiatostan

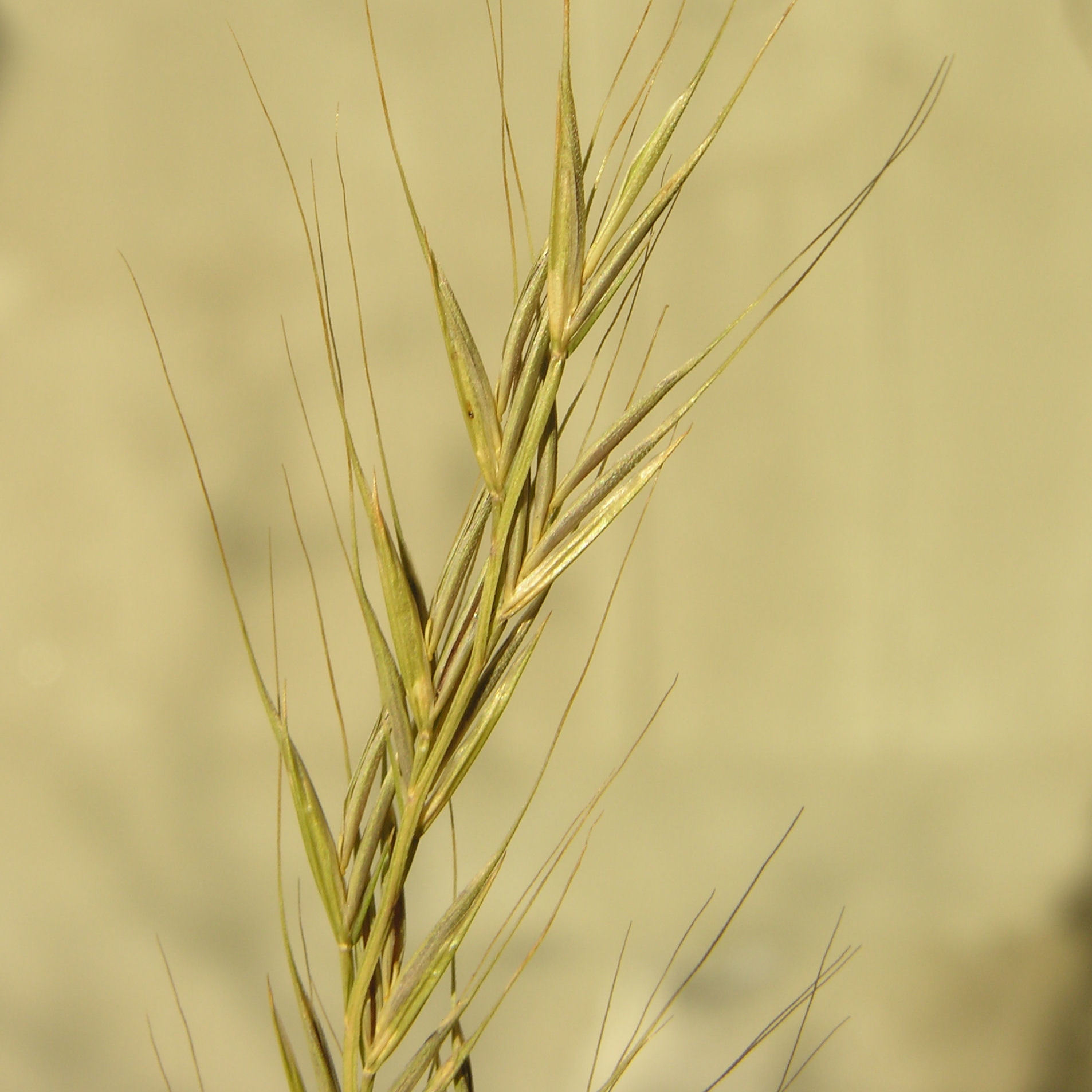
Kłoski

PokrójTrawa rosnąca pojedynczo lub w luźnych kępkach, wysokości 10–40 cm.
ŹdźbłoCienkie, gładkie, łukowato zgięte lub wzniesione.
LiściePochwa okrywająca górny liść nie sięga do wiechy. Blaszki liściowe wąskie, szerokości od 0,5 do 3 mm, równomiernie zwężające się ku wierzchołkowi. Języczek liściowy tępy.
KwiatostanWiechy długości 5–10 cm, wzniesione, najniższa gałązka o połowę krótsza od samej wiechy. Kłoski długości 7–14 mm, górna plewa kolczasto zaostrzona. Plewka dolna na grzbiecie zaokrąglona, z cienką, szorstką ością długości do 13 mm. Kwitnie od maja do lipca.

## Ekologia
Rośnie na glebach suchych, ciepłych, żyznych, piaszczystych. Unika wapnia.